# Charaxes etheocles
Charaxes etheocles är en fjärilsart som beskrevs av Pieter Cramer 1777. Charaxes etheocles ingår i släktet Charaxes och familjen praktfjärilar. IUCN kategoriserar arten globalt som livskraftig. Inga underarter finns listade i Catalogue of Life.

## Bildgalleri

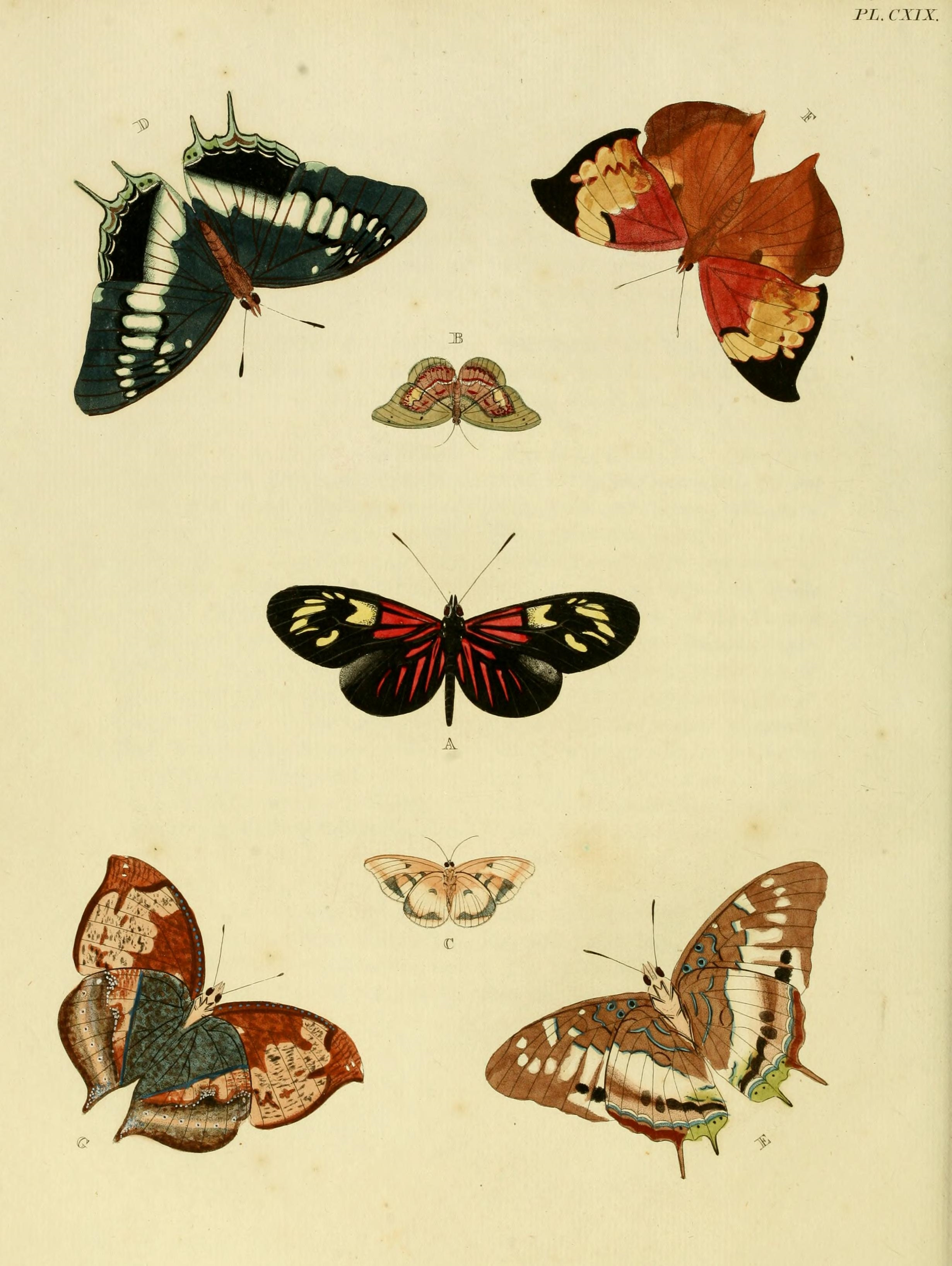
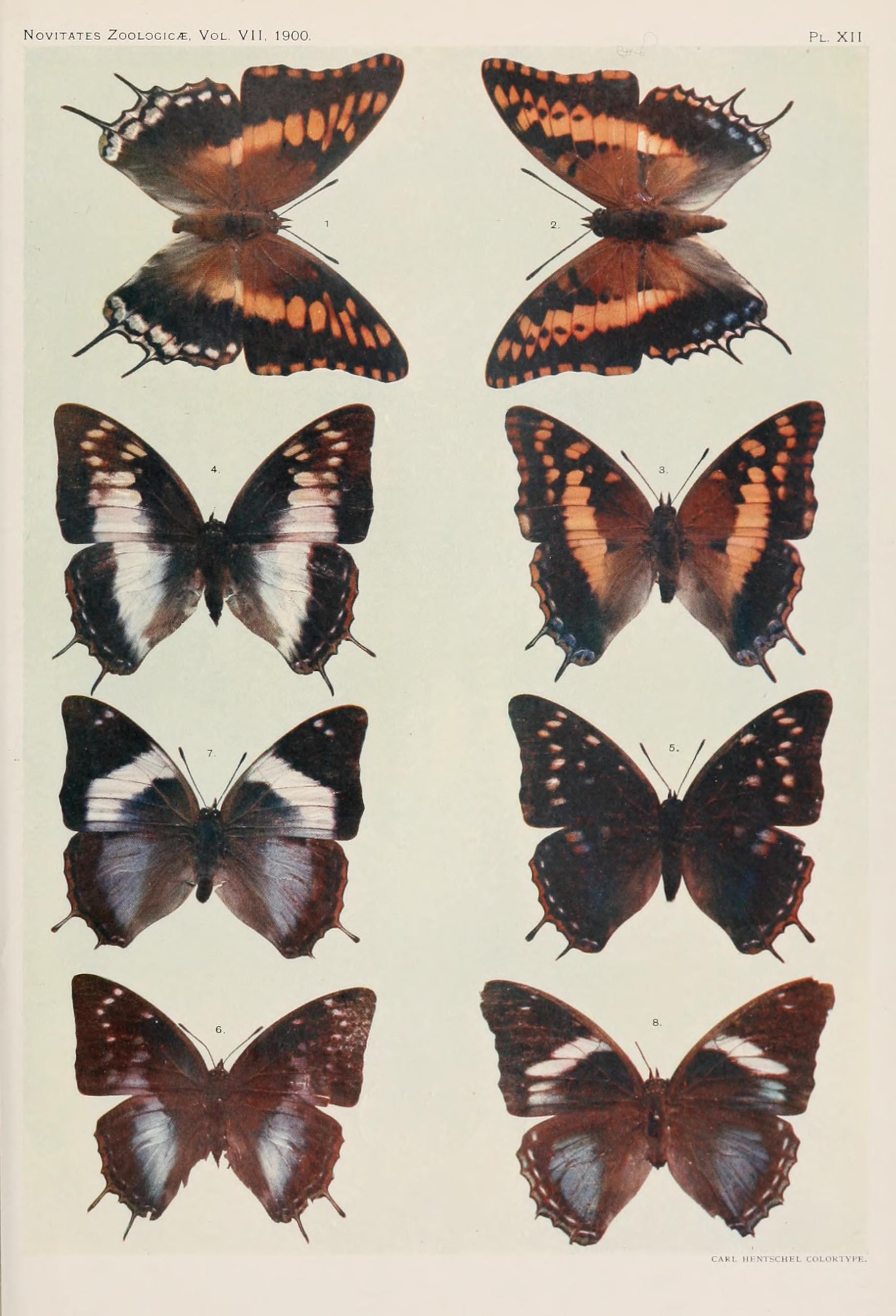